# Bad Feilnbach
Bad Feilnbach település Németországban, azon belül Bajorországban. Lakosainak száma 8512 fő (2023. december 31.). Bad Feilnbach Brannenburg és Bad Aibling községekkel határos.

## Népesség
A település népessége az elmúlt években az alábbi módon változott:
| Lakosok száma | 331  | 1200 | 4102 | 5328 | 7690 | 7836 | 8076 | 8241 | 8328 | 8512 |
|               | 1875 | 1950 | 1975 | 1987 | 2012 | 2014 | 2016 | 2017 | 2021 | 2023 |